# Korespondencja Longinusa z Augustem na temat Magów
Korespondencja Longinusa z Augustem na temat Magów – apokryf nowotestamentowy dotyczący magów, którzy oddali pokłon Jezusowi.

## Charakterystyka
Tekst powstał prawdopodobnie w języku syryjskim. Witold Witakowski zasugerował, że mógł powstać między V a VII wiekiem. Istnieją dwie wersje apokryfu: krótsza, występująca po raz pierwszy w Kronice Maronickiej (VII w.), oraz dłuższa, pierwszy raz przytoczona w scholionie Teodora Bar Koni (VIII w.). Tekst przytaczają ponadto Kronika Michała Wielkiego (XII w.), Chronografia Grzegorza Bar Hebraeusa (XIII w.), Księga pszczoły (XIII w.), Historiae sacrae Salomona z Basry (XIII w.) oraz Kronika Agapiusza z Hierapolis, w której przełożył apokryf na język arabski.

## Treść
Występujący w apokryfie Longinus jest rzymskim uczonym (filozofem), autorem fikcyjnej księgi o wojnie Rzymu z Antiochią. Longinus informuje cesarza Augusta, że na teren cesarstwa przybyli Persowie ze Wschodu, chcąc złożyć dary chłopcu urodzonemu w Judei, prosząc jednocześnie cesarza o zbadanie sprawy. August obiecuje, że zajmie się nią Herod. W dłuższej wersji zamieszczony jest list Augusta do Heroda oraz odpowiedź Heroda. Herod poinformował Augusta o przesłuchaniu mężczyzn, którzy przyznali, że ich tradycja mówi, iż po ukazaniu się świetlistej gwiazdy mają iść z darami do Judei i złożyć pokłon Mesjaszowi. Herod kończy list zapewnieniem, iż nakazał zamordować małych chłopców i w związku z tym chłopiec, do którego przyszli Persowie, również nie żyje.